# نادي البحرين
نادي البحرين الرياضي هو نادي كرة قدم بحريني مقره في محافظة جزيرة المحرق. يلعب في الدوري البحريني الممتاز. الملعب الرسمي للفريق هو ستاد المحرق التي يتشاركه إلى جانب منافسهم المحلي نادي المحرق.

## التشكيلة الحالية
حسب موسم 2016-17:

ملاحظة: تشير الأعلام إلى المنتخب الوطني على النحو المحدد في قواعد الأهلية للفيفا. قد يحمل اللاعبون أكثر من جنسية واحدة غير تابعة للفيفا.
| الرقم | البلد    | المركز | اللاعب        |
| ----- | -------- | ------ | ------------- |
|       | البحرين  | حارس   | سلمان عمر     |
|       | البحرين  | حارس   | يوسف الخطيب   |
|       | البحرين  | مدافع  | إبراهيم جوهر  |
|       | البحرين  | مدافع  | راشد العلان   |
|       | البحرين  | مدافع  | رائد أنور     |
|       | البرازيل | مدافع  | روني          |
|       | البحرين  | مدافع  | سيد علي عدنان |
|       | البحرين  | مدافع  | نادر فتحي     |
|       | سوريا    | مدافع  | هادي المصري   |
|       | البحرين  | مدافع  | يعقوب القلاف  |
|       | البرازيل | وسط    | برونو         |
|       | البحرين  | وسط    | حسين الشكر    |
|       | البحرين  | وسط    | سلمان سعد     |
|       | البحرين  | وسط    | عباد أحمد     |

| الرقم | البلد    | المركز | اللاعب           |
| ----- | -------- | ------ | ---------------- |
|       | البحرين  | وسط    | عبد الرحمن علي   |
|       | البحرين  | وسط    | عبد الله حسن     |
|       | البحرين  | وسط    | محمد الدوسري     |
|       | البحرين  | وسط    | محمد الطهمازي    |
|       | البحرين  | وسط    | محمد خالد        |
|       | البحرين  | وسط    | محمود العويناتي  |
|       | البحرين  | وسط    | مهدي يوسف        |
|       | البحرين  | مهاجم  | إبراهيم المقلة   |
|       | البحرين  | مهاجم  | حمد الدخيل       |
|       | البحرين  | مهاجم  | فيصل السعدون     |
|       | البحرين  | مهاجم  | عبد الله الدوسري |
|       | البحرين  | مهاجم  | عبد الله علي     |
|       | البرازيل | مهاجم  | مايكون           |

## الألقاب والإنجازات
الدوري البحريني الممتاز
- البطل (5) : 1968 ، 1978 ، 1981 ، 1985 ، 1989.[2]

كأس أمير البحرين
- البطل (2): 1970، 1971.[بحاجة لمصدر]

الدوري الدرجة الأولى البحريني
- البطل (2): 2011, 2024[بحاجة لمصدر]

كأس الاتحاد البحريني
 البطل (3) : 1970 ، 1971 , 1995.

## وصلات خارجية
- صفحة الفريق - soccerway.com

هذه تحويلة لنادي أو موضوع متعلق بنادي هدف التحويلة الاسم الأصح أو الأكثر شهرة.